# Симонавия
„Симонавия“ е първото звукозаписно предприятие в България, работило в София между 1924 и 1947 година.
„Симонавия“ е основана през 1924 година от Симеон Петров, един от пионерите на българската военна авиация, след уволнението му от армията през 1919 година, като първоначално се занимава с търговия с велосипеди и други спортни стоки. През 1928 – 1929 година фирмата закупува акустична записваща апаратура, с която започва да прави записи за грамофонни плочи от шеллак на местни изпълнители. През 1934 година „Симонавия“ се снабдява с модерна система за електрически звукозапис и първа в България започва цялостно производство на плочи, като изработва собствени матрици за 78-оборотни плочи, използвайки галванопластика.
„Симонавия“ е национализирана през 1947 година и, заедно с няколко конкурентни предприятия, става основа на държавния монополист „Балкантон“.